# El Cobre
El Cobre es la capital del municipio José María Vargas, ubicado en el estado Táchira, Venezuela. Tiene una población de 15 879 habitantes.

## Economía
La economía local predominante es la agricultura intensiva de rubros como la papa, siendo el principal productor del estado Táchira, coliflor, cebolla, caraota y frijol; cuya producción abastece a todo el occidente venezolano especialmente a ciudades como San Cristóbal y Maracaibo.

## Historia
Según el Plan Especial (1992), en el año 1558, cuando los conquistadores y pobladores de Mérida atravesaron las serranías del actual estado Táchira, descubrieron tres valles donde hoy se asientan El Cobre, La Grita y Pueblo Hondo. De allí parte la historia de estas localidades, en particular la del valle de San Bartolomé, donde se encuentra El Cobre. Este fue descubierto el 24 de agosto de 1558 por el capitán Juan Rodríguez Suárez, en un sitio habitado por la población indígena de Arcabuco, conformada por los indios cobrerofs.
Durante la época colonial, la región fue conocida como San Bartolomé del Cobre. El nombre santoral proviene de la tradición española de nombrar los asentamientos según el santo del día del descubrimiento o el de devoción del conquistador. El término “Cobre” hace referencia a la existencia de minas de este mineral en el sector occidental del poblado, activas desde mediados delsiglo xvii.
Según Márquez (2004), en 1601, el fraile Diego de Borjas pasó por la zona y, impresionado por la riqueza mineral, escribió al rey relatando las bonanzas del lugar: tierras fértiles, cultivos de maíz, cebada, trigo y algodón, abundancia de indígenas, hatos, ganado y fábricas de conservas.
El 13 de abril de 1813 se libró la batalla de Angostura, en una garganta pluvial y boscosa entre El Cobre y La Grita, donde el ejército patriota derrotó al ejército realista. Hoy, en ese sitio, se encuentra el Parque Angostura, un parador turístico.
En abril de 1818, el obispo Hernández Milanés propuso trazar tres calles: una calle real, una calle trasera y una calle ciega, que hoy corresponden a las calles Bolívar, Sucre y Ricaurte, respectivamente. Poco después se delimitaron dos plazas, ubicadas en los actuales espacios de la plaza Bolívar y la plaza Vargas.
El Cobre fue erigido como parroquia civil el 26 de noviembre de 1852, y ese mismo año se fundó la primera escuela del poblado. En febrero de 1854 fue elevada a parroquia eclesiástica, y en enero de 1864 se inició la construcción del templo.
En 1923, durante el gobierno del general Juan Vicente Gómez, se instaló un cuartel militar en El Cobre ante el temor de movimientos liberales que amenazaban la estabilidad del régimen. Inicialmente albergó a 150 hombres encargados de la defensa y el control del orden. El cuartel también sirvió de apoyo para la construcción de la carretera trasandina, concluida en 1925 y asfaltada en 1965, siendo por años la única vía terrestre que conectaba los Andes con el centro del país.
En 1926 se instaló la primera planta eléctrica en El Molino, vía a San Cristóbal, y en 1937 se construyó el acueducto, que reemplazó la antigua toma de agua que descendía por la calle Sucre. La tragedia más recordada por los habitantes ocurrió el 27 de noviembre de 1942, cuando la quebrada El Rincón se desbordó tras una tromba marina, causando numerosas víctimas. Desde entonces, es tradición local celebrar una misa cerca del cauce en épocas de lluvias intensas.
Durante los años 40 se construyeron la Casa Municipal (hoy prefectura), el sistema de cloacas, el asfaltado de la calle Bolívar, la escuela, el comedor escolar, la medicatura y se remodeló la plaza Bolívar, donde se colocó el busto de El Libertador.
A inicios de los años 70 se construyó el liceo, se urbanizó la zona del cementerio, se asfaltó la calle Ricaurte y comenzó el abandono progresivo del cuartel. En 1975, las tropas fueron trasladadas a La Grita, quedando solo una decena de soldados en custodia hasta su cierre definitivo en 1981.
En mayo de 1989 se reinauguró el antiguo cuartel como sede del Centro Ecológico de Tierras Altas (CETA), una iniciativa de investigadores de la Universidad Nacional Experimental del Táchira (UNET) y la Universidad Central de Venezuela (UCV), orientada a la formación en administración ambiental. El centro, hoy conocido como Fundación Centro Ecológico del Táchira (Fundaceta), desarrolla programas de reforestación, análisis de suelos, biocontroladores y biotecnología, con laboratorios e invernaderos especializados.
Finalmente, a comienzos de 1995, el cuerpo legislativo del Estado Táchira, en el marco del proceso de descentralización y reconociendo las condiciones del área de Vargas, otorgó la autonomía municipal a El Cobre, conformando así un nuevo municipio dentro de la división político-territorial del estado.

## Clima
El clima predominante es el Tropical (altura) de sabana, según Koppen, con una precipitación media de 1200 mm anual y temperaturas promedio de 15,8.º. La vegetación preponderante es el Bosque húmedo montano bajo y bosque muy húmedo montano bajo.

## Centros Educativos
Primaria 
•Unidad Educativa Escuela Monseñor Acevedo
•Escuela Estadal Concentrada N° 54 El Molino
•CEI Simoncito Bolivariano Teresita Chacón Marquéz

Secundaria 
•Liceo Bolivariano Fermín Ruíz Valero
•Colegio Isabel de Jesús Chacón